# Волшебный мир Гарри Поттера
Волшебный мир Гарри Поттера — вымышленный мир, в котором происходит действие серии романов о юном волшебнике Гарри Поттере. Автор этого мира, как и серии книг — английская писательница Джоан Роулинг.

## Общая характеристика мира
Действия волшебного мира разворачиваются на Земле, преимущественно в Англии 1990-х годов. Если говорить более точно, то первая книга начинается с убийства родителей Гарри Поттера в 1981 году, а в 1991 году он поступает на первый курс Хогвартса. Соответственно, основной сюжет серии охватывает период с 1991 по 1998 годы. Эпилог со взрослыми главными героями на вокзале происходит в 2017 году.
В данном сеттинге среди обычных людей скрытно живут волшебники (или маги), обладающие способностью к применению магии и умением пользоваться волшебными палочками и иными волшебными артефактами (посохи, зелья, мантии-невидимки и т. д.).
Обычные люди (волшебники называют их маглами) не знают о существовании волшебников, так как последние тщательно маскируются. Сообщество магов замкнуто и самодостаточно, живёт среди маглов, но не зависит от них и старается не соприкасаться с ними. В 1689 году магами принят Статут о секретности, который неукоснительно соблюдается. Любое намеренное открытие магических способностей наказывается. Запрещено заколдовывать предметы, принадлежащие маглам. Маглы — случайные свидетели совершившихся чудес и превращений подвергаются очистке памяти. Несовершеннолетние волшебники имеют право применять магию только в школе. Маглы, которым разрешено знать о магии, — это супруги и ближайшие родственники волшебников и высшие эшелоны власти (в Англии, скорее всего, только премьер-министр, он информируется о наличии волшебного мира в день своего вступления в должность; про другие страны в книгах практически не упоминается). Волшебников намного меньше, чем маглов, например, в Англии живёт порядка 3 тысяч волшебников, то есть средняя плотность волшебного населения Англии — около 1 волшебника на 20 тысяч маглов. Если этот показатель стабилен по всему миру, то на конец XX века общая численность волшебников должна была составлять порядка 300 тысяч человек.
У волшебников есть свои собственные правительства (в Великобритании — Министерство Магии), школы, газеты и журналы, радио, деньги, банки и т. д. У них свои больницы (например, больница св. Мунго) и пенитенциарная система (упоминаются тюрьмы Азкабан и Нурменгард). Своя железная дорога, которая связывает Лондон с деревней Хогсмид на севере Англии. На станцию Хогсмид и прибывает поезд Хогвартс-экспресс, везущий учащихся в школу Хогвартс. Есть даже собственные игры — спортивная игра квиддич, плюй-камни, волшебные шахматы и другие. Волшебники пользуются собственными магазинами, ресторанами, у них свои интересы, своя мода. Магловскую одежду носят, только находясь среди маглов, для маскировки.
Британские волшебники живут, как правило, в тех же населённых пунктах, что и маглы. Часто волшебники образуют небольшие общины. Кроме Лондона, где расположены Министерство и больница святого Мунго, упоминаются Тинворт в Корнуолле, Аппер-Фледжли в Йоркшире, Оттери-Сент-Кэчпоул на южном побережье Англии, Годрикова Впадина в одном из юго-западных графств, и деревня Хогсмид рядом с Хогвартсом — единственный населённый пункт, где живут только волшебники.

## Некоторые важные особенности жизни магов

### Техника
Технический прогресс в мире магов находится под жёстким контролем, что подтверждается существованием в Министерстве магии специального отдела по контролю над использованием изобретений маглов и тем, что работающему там мистеру Уизли приходится скрывать свои магические эксперименты над магловской техникой. Магическое сообщество в чисто техническом плане стоит на уровне Викторианской эпохи. Так, например, вместо шариковых ручек используются перья и чернильницы, для письма часто используется пергамент. Большинство чистокровных магов крайне слабо знакомы со сложной техникой маглов, не представляют ни принципов работы этой техники, ни способов пользования ею, компенсируя техническую бедность магией, вкладываемой в обыденные бытовые предметы. Принципы действия и способы изготовления большинства применяемых магами предметов в книгах не уточняются.
В магическом мире не применяется электричество, электронная техника, средства радиосвязи, электронные вычислительные устройства. Отчасти это, возможно, объясняется упоминаемой в четвёртой книге несовместимостью электроники с магией — применение магии негативно воздействует на электронные приборы, а в местах, где магия применяется активно, электроника просто не работает. Точно так же игнорируется магами магловское оружие, за исключением холодного, которое часто используется в заколдованном виде и которому маги тем не менее обычно предпочитают волшебную палочку и боевые заклинания.

### Транспорт и связь
Вместо авиации у волшебников есть немало своих способов быстро попасть с места на место. Большой популярностью пользуется каминная сеть, позволяющая мгновенно попасть из любого подключённого к сети камина в любой другой, используя Летучий Порох. Другой важный способ передвижения — трансгрессия, то есть мгновенное перемещение из одного места в другое. В некоторых местах трансгрессия запрещена, кроме того, она требует обучения, которое можно пройти на шестом курсе в Хогвартсе, заплатив 12 галлеонов специально приглашенному работнику Министерства Магии и разрешена только магам старше 17 лет. Маг может трансгрессировать, взяв вместе с собой любого другого человека. Для мгновенного перемещения в заранее заданное место применяются порталы — заколдованные предметы, перемещающиеся в определённую точку вместе с дотронувшимся до них человеком. Школьники отправляются в Хогвартс и обратно поездом; неизвестно, является ли паровоз магическим или обыкновенным.
Маги умеют летать на волшебных мётлах, однако такой полёт утомителен, а также опасен тем, что маг будет замечен маглами. Поэтому мётлы в основном используются в спортивных целях. Кроме того, маги летают на гиппогрифах и других магических животных. Для перемещения по Лондону можно воспользоваться министерскими автомобилями. Иногда волшебники используют магические предметы, напоминающие магловские изобретения, например, фиолетовый трёхэтажный автобус «Ночной Рыцарь», передвигающийся прыжками по 100 километров. Некоторые маги используют магловские средства передвижения (автомобиль, мотоцикл), заколдованные таким образом, что они приобретают способность летать.
Вместо почты, телефона и телеграфа сообщения доставляют совы, хотя сообщение можно передать и другими магическими способами. Из средств массовой информации упомянуты газеты и магическое радио (широковещательные передачи, для приёма которых нужен специальный магический приёмник).

### Экономика
Сведения об экономике магического мира, которые можно выделить в книгах, весьма скудны. Денежные единицы магов называются галлеон, сикль и кнат, причём галлеон стоит 17 сиклей, а сикль — 29 кнатов. Собственная денежная система магов применяется исключительно для «внутренних» целей, однако встречается упоминание об обмене обычных «магловских» денег на магические, что подразумевает наличие какого-то валютного рынка и торговли между магическим и немагическим мирами. В книге «Фантастические звери и места их обитания» указывается, что «174’000’000 фунтов = 34’000’872 галлеона, 14 сиклей и 7 кнатов». Отсюда 1 галлеон ~ 5 фунтам. Очевидно, существует собственное магическое производство одежды, продуктов питания, различных магических аксессуаров, книгопечатание, сфера услуг.

### Религия
О религии в мире волшебников сказано немного. Например, упоминается о преследовании ведьм инквизицией. Кроме того, в Хогвартсе празднуется День всех святых, Рождество, Пасха и День святого Валентина. Сириус Блэк был крестным отцом Гарри Поттера, а сам Гарри стал крестным отцом для сына погибшего Римуса Люпина — что подразумевает обряд крещения. На могиле Кендры Дамблдор выбито изречение из Библии: «Где сокровище Ваше, там и будет сердце Ваше» (Лк. 12:34). Английские маги празднуют Рождество в конце декабря, что соответствует традициям англиканства.
С другой стороны, никакой заметной религиозности европейские маги в книгах не проявляют, религиозные традиции для них, скорее, часть общей культуры, привычного уклада жизни. Обучение в Хогвартсе, по сути, светское: нет церкви и священнослужителей, от преподавателей невозможно услышать ссылку на Бога как на духовный авторитет. Рассуждения Дамблдора о человеческой душе и её превращениях (в частности, «разбивания» души на части при создании крестражей) никак не совмещаются с христианскими представлениями. Так что, по всей видимости, маги в отношении религиозности мало отличаются от обычных людей: они могут считать себя верующими или атеистами, но в повседневной жизни обычно соблюдают традиционные для их окружения ритуалы, не особенно задумываясь об их религиозных корнях.

### Магические существа
Кроме волшебников, есть множество разновидностей магических существ, которых волшебники тоже скрывают от маглов, например, великаны (гигантские создания, похожие на человека и обладающие интеллектом, хоть и небольшим, живут в горах), кентавры (полулюди-полулошади, гордые создания, живут в основном в лесах), гоблины (тесно сотрудничают с волшебниками, хотя те часто недооценивают этих небольших человекоподобных созданий), домовые эльфы (обычно — домашняя прислуга волшебников), тролли, фениксы, драконы, пегасы, гиппогрифы и другие.

### Волшебники
Волшебник — это тот, кто родился со способностью к применению магии. Эта способность врождённая и морально нейтральная. Ребёнок-маг, живущий среди волшебников, впервые проявляет магические способности в возрасте четырёх-шести лет. Волшебник, живущий среди обычных людей, может не подозревать о своих способностях. При этом он редко, непроизвольно и исключительно в эмоционально-насыщенных ситуациях может проявлять странные, необычные умения (телекинез, пирокинез, левитация, внушение мыслей и прочее). Умение колдовать целенаправленно и эффективно приобретается длительным обучением, которое начинается в одиннадцать и продолжается семь лет. Всё это время юные маги обучаются только магии и тому, что имеет к ней отношение, обычные магловские учебные предметы вроде физики, литературы или математики магами не изучаются вообще.
Главная черта общества магов состоит в том, что его члены постоянно используют магию, в их повседневной жизни играющую ту же роль, что и технологии в жизни обычных людей. Магия пронизывает всю жизнь волшебников, делая её внешне резко отличающейся от жизни маглов. Маги уверены, что маглы, узнав о магическом мире, не смогут с ним мирно сосуществовать, поэтому они вынуждены скрываться.
Способность к магии имеет тенденцию передаваться по наследству. Как правило, волшебниками рождаются дети двух магов, а также дети магла и мага. Также, в очень редких случаях, ребёнок может родиться волшебником у обоих родителей-маглов; об этом сразу же узнаёт правительство волшебного мира, его представитель встречается с родителями, объясняет им ситуацию, просит сохранить тайну существования магического мира и впоследствии отпустить ребёнка в школу волшебников. Кроме магов и маглов есть также сквибы — дети магов, не имеющие магических способностей. Они знают о мире волшебников, но им трудно в нём жить. В семитомнике упоминаются только два сквиба: Аргус Филч и Арабелла Фигг.
Волшебник, все предки которого в последних двух поколениях были волшебниками, именуется чистокровным. Волшебник, оба родителя которого были маглами, называется маглорождённым (Гермиона Грейнджер — маглорождённая). Если лишь один из предков был маглом, волшебник называется полукро́вкой. Многие из героев серии — полукровки, в частности, Северус Снегг и главный злодей Волан-де-Морт.
Члены некоторых старых магических фамилий (в книгах это, например, семейства Малфоев и Блэков) придерживаются экстремальных взглядов на чистоту крови и называют чистокровными только тех волшебников, среди известных предков которых вообще нет маглов. Прочих, особенно маглорождённых и полукровок, они оскорбительно именуют «грязнокровками», а своих родственников, вступивших в брак с маглами, называют «предателями крови» и отрекаются от них. Среди них популярны теории о том, что чистокровные волшебники во всём превосходят полукровок и маглорождённых, и поэтому им должны принадлежать власть и привилегии в магическом сообществе. На практике, однако, абсолютно чистокровных семей почти или совсем не существует, а большинство ревнителей «чистоты крови» просто вычеркнули маглов из своих родословных.

### Магические способности
Способность к магии врождённая. Она или есть, или её нет: человека, лишённого способности к магии, невозможно научить колдовать, хотя такой человек, в принципе, может пользоваться магией посредством предварительно заколдованных волшебниками предметов. Максимальная сила применяемой волшебником магии зависит от множества факторов: врождённых способностей, качества обучения и готовности и желания обучаться. Среди некоторых чистокровных волшебников популярна теория о прямой связи уровня врождённых магических способностей и степени чистоты крови; в персонажах книг Роулинг, однако, подобной зависимости не прослеживается.
Некоторые маги обладают способностями, редкими даже в их мире. Так, Гарри Поттер, как и Том Реддл, змееуст, то есть понимает язык змей, хотя никогда этому не учился, а ещё один герой Роулинг — Нимфадора Тонкс — метаморф, то есть может частично менять свою внешность.
Также в волшебном мире есть оборотни — люди, которые под светом полной луны непроизвольно превращаются в свирепого волка (например, Римус Люпин или Фенрир Сивый). Оборотнем может стать любой человек (даже магл), если его укусил другой оборотень в обличии волка. Правительство магов старается тщательно следить за оборотнями и другими волшебными существами.
Волшебник может быть анимагом, то есть способным превращаться в определённое животное по своему желанию. Этому можно научиться, но данная способность должна быть официально зарегистрирована в Министерстве магии (однако из всех анимагов, действующих в книгах, только Минерва Макгоннагал — зарегистрированный анимаг).
Магические способности могут временно или навсегда покинуть волшебника в результате сильных переживаний, стресса или депрессии. Например, Нимфадора Тонкс временно утратила способности метаморфа из-за несчастной любви. Мать Тома Реддла, Меропа Реддл, после разрыва с мужем, тоже, по-видимому, лишилась магических сил (хотя в книге упоминается возможность простого нежелания Меропы использовать магию).

### Магические предметы
Для осуществления колдовства волшебник пользуется, как правило, волшебной палочкой. Мастер Олливандер утверждает, что между палочкой и волшебником устанавливается некое «духовное родство», поэтому начинающим одиннадцатилетним колдунам говорят, что палочка его «выбирает». На самом деле палочка — это как бы усилитель или резонатор колдовских качеств, а также указатель объекта приложения колдовства. Чужая палочка, не «настроенная» на психику колдуна, или отказывается работать, или сильно ослабляет его мощь. Так происходит с найденной или украденной палочкой. Впрочем, палочка, захваченная в бою, служит новому хозяину верой и правдой. Олливандер говорит также, что настоящий волшебник не нуждается в волшебной палочке и может использовать для указания объекта приложения своих сил любой предмет.
Помимо волшебных палочек, в волшебном мире в ходу множество магических предметов, используемых волшебниками очень широко. Магия, как правило, вкладывается в предмет, чтобы он лучше выполнял свои функции: самоварящие котлы, самовяжущие вязальные спицы, перья, записывающие под диктовку (даже мысленную), сумки, которые «больше внутри, чем снаружи» и так далее. Большинство обиходных предметов, используемых магами, в той или иной степени волшебные. Иногда магия вкладывается в предмет, чтобы помочь или, наоборот, навредить человеку, который им воспользуется (проклятые талисманы могут «разряжать» опасные заклинания в того, кто их наденет или даже потрогает). Встречаются в магическом мире и очень редкие, уникальные волшебные вещи, такие, например, как мантии-невидимки (в том числе мантия Игнотуса, доставшаяся Гарри Поттеру по наследству от отца), Маховик Времени (позволяющий владельцу перемещаться в недалёкое прошлое), камень воскрешения (вызывающий мёртвых из небытия).

### Места волшебников
Тайный мир волшебников представляет собой набор мест, защищённых с помощью магии от проникновения маглов. В таких местах волшебники могут жить естественным для себя образом, в открытую, среди магов. В книгах упоминается о нескольких таких местах: школы волшебства (Хогвартс на севере Шотландии, Шармбатон во Франции, Ильверморни в США, Дурмстранг и другие), несколько улиц волшебников в Лондоне (Косой переулок, Лютный переулок и другие), посёлок, принадлежащий только магам — Хогсмид (единственный такой посёлок во всей Британии, рядом с Хогвартсом), специальная платформа на лондонском вокзале Кингс-Кросс, Министерство Магии Великобритании под Лондоном, Больница Святого Мунго в Лондоне и другие места. Иногда магические места создаются на время, например, лес, где проводился финал чемпионата мира по Квиддичу, был защищён только на время проведения чемпионата.